# Gulfstream V
Gulfstream V («Гольфстрим V») — крупногабаритный реактивный самолёт большой дальности производства Gulfstream Aerospace, созданный на основе предыдущего Gulfstream IV.
Он летит со скоростью до 0,885 Маха, максимальная полетная высота до 16 000 м (51 000 футов) и имеет тягу 14 750 фунтов (65,6 кН) х 2. Обычно он вмещает 2-4 члена экипажа и 14 пассажиров.

## Характеристики
- Дальность полёта: 10 742 км
- Размах крыла: 28 м
- Крейсерская скорость: 904 км/ч
- Максимальная скорость: 966 км/ч
- Масса: 21 000 кг
- Длина: 29 м
- Тип двигателя: Rolls-Royce BR700